# Phrudocentra albimacula
Phrudocentra albimacula là một loài bướm đêm trong họ Geometridae.